# Mâtie
Mâtie est une sainte catholique, patronne du diocèse de Troyes. On écrit plutôt Mâtie, mais aussi Mathie, Mastie, Mâthie, Mastide, Mastidie ou Mastidia. Elle a sans doute vécu vers la fin du IIIe siècle et le début du IVe siècle à Troyes.

## Une homélie de 840
Mâtie était une chrétienne de la jeune Église de Gaule. La vénération de sainte Mâtie est très ancienne dans l’Église de Troyes. Au IXe siècle, elle est honorée d'un culte public. Saint Prudence de Troyes en fait mention dans une de ses homélies qui date de 840 environ, ce qui prouve que Mâtie a vécu avant cette époque. Il dit : « Frère Maurice […] les laudes terminées, tu m'as invité à regarder Maure embrassant étroitement et baisant doucement l'autel où repose le corps de la bienheureuse vierge Mâtie ; mais quand les frères eurent chanté sexte, tu m'as montré au pied de ce même autel le ruisseau de ses larmes dont tu as frotté tes yeux».
Un missel manuscrit sur parchemin intitulé Missale benedictinum ad usum Trecensem, daté peu après l’an 1000, se trouve à la Bibliothèque nationale de France. Il comprend l’Ordinaire de la messe, des oraisons et le calendrier-martyrologe avec des éléments troyens où est ajouté en marge, au XIIIe siècle : Santa Mastidia (sainte Mâtie).

## Éléments hagiographiques
La tradition affirme que Mâtie était la servante (ou la fille) d’un boulanger exerçant à Troyes, à l’emplacement actuel de la rue de la Cité, à l’angle du Pont-Ferré, tout près de la cathédrale.
Aux confins des IIIe et IVe siècles, l’évêque Savinien de Sens, missionne à Troyes ses disciples Potentien et Sérotin, pour y répandre le christianisme. La villa d’accueil des évangélisateurs serait celle de la famille de Mâtie où se rassemblent déjà quelques Tricasses convertis à la foi chrétienne, pour prier à la Chapelle du Sauveur. Nous savons aussi qu’Amateur de Troyes fut le premier évêque de cette cité peu après 300.
La tradition rapporte que Mâtie distribuait en abondance du pain aux pauvres, sans que le boulanger ne puisse s’en apercevoir. Cependant, une fois, il la suspecte, et, mécontent, il jette des charbons ardents dans son tablier, mais ces derniers se transforment en roses. Cet épisode est sans doute inspiré de récits concernant la vie d’autres saintes, car Mâtie n’est représentée avec des roses dans son tablier qu’à partir de la fin du XVe siècle. Le miracle des roses, sous des formes un peu différentes, concerne aussi sainte Élisabeth de Hongrie (1207-1231), Élisabeth de Portugal (1271-1336) et Roseline de Villeneuve (1263-1329). On peut citer aussi Germaine de Pibrac (1579-1601).

## Vierge et martyre
Le voyage d'Aurélien (empereur romain) en Gaule, en 274, fut marqué par le martyre de chrétiens à Troyes, Auxerre, Autun et Sens. Mâtie était peut-être l’une de ces martyrs, mais il est aussi possible qu’elle ait été martyrisée à l’époque d’une incursion des Maures dans la ville de Troyes vers 720, sous Chilpéric II (roi des Francs). Cette seconde hypothèse est confortée par le fait que, pour accomplir leurs dévotions, les fidèles passaient sous le sarcophage de Mâtie qui était posé sur des colonnes. Or, dans la région de Troyes, l’on n’a pas trouvé de sarcophages chrétiens antérieurs à la fin du Ve siècle. Les fouilles menées sur le site de la butte d’Isle-Aumont (à une dizaine de km de Troyes) par Jean Scapula (archéologue) ont permis de retrouver quelques sépultures mérovingiennes datant, au plus tôt, de la fin du Ve siècle. Certaines sont ornées de symboles chrétiens.

## La redécouverte de son corps en 980
À l’époque des raids vikings en France, la communauté chrétienne troyenne, sachant que les Normands étaient à la recherche de reliques, ont caché le corps de Mâtie, en l’enterrant profondément sous l’église cathédrale. Les Petits Bollandistes précisent que, lors de la destruction de la ville par les Normands, « les reliques de notre sainte disparurent pour longtemps sous les ruines amoncelées. » C’était une sage précaution, car la cathédrale de Troyes fut très endommagée en 887 et 892.
En 980, le 7 mai, Milon, évêque de Troyes, décidant d’agrandir l'église qui porte alors le nom de Monastère-de-Saint-Pierre, fait détruire l'autel. Il sait par tradition que le corps de sainte Mâtie est à proximité. En continuant les fouilles, on retrouve le tombeau de Mâtie, sous les sépultures de quelques prélats qui avaient demandé à être ensevelis au-dessus du corps de sainte Mâtie. Son corps, enveloppé d’un linceul de couleur pourpre, est dans un état parfait de conservation. Le corps est déposé sous un autel, car selon l'antique discipline de l'Église, les autels ne peuvent être érigés que sur les tombeaux des martyrs. Le linceul de pourpre est en usage pour désigner ceux qui ont rendu témoignage au Christ par l'effusion de leur sang. Lorsque six siècles plus tard, le 20 mai 1606, l’évêque René Breslay fait ouvrir la châsse, il trouve encore le corps intact, avec la tête séparée du tronc, ce qui accrédite la thèse du martyre par décapitation.

## Représentations de Mâtie dans les vitraux
Il existe cinq verrières où Mâtie est représentée à la Cathédrale Saint-Pierre-et-Saint-Paul de Troyes.
La fenêtre centrale de la troisième chapelle du pourtour du chœur (architecture), côté nord de la cathédrale, lui est totalement dédiée. Datée du XIIIe siècle (restaurée au XIXe siècle), elle raconte l’histoire de la vierge troyenne, sous le nom usuel d’« Apothéose de sainte Mâtie ».
La baie sud du triforium du chœur, datée du XIIIe siècle, et sans doute restaurée par Laurent-Charles Maréchal de Metz ou Édouard Didron, vers 1875, montre Maure de Troyes et Mâtie côte à côte. Maure, tient l’Évangile, et a devant elle la châsse de sainte Mâtie posée sur des piliers en pierre de couleurs verte et rose ; Mâtie, pour sa part, tient un bâton (roseau) fourchu, image du bien et du mal entre lesquels il faut choisir.
En 1498, Jehan Verrat et Balthazar Godon ont réalisé la verrière de la grande nef, cinquième fenêtre, côté droit. Cette fois, Mâtie et Hélène d’Athyra sont côte à côte. Mâtie, dans la quatrième lancette, est présentée comme la patronne de la ville de Troyes. Elle a le front ceint d’un diadème orné d’un camée et de pierres précieuses, destiné à maintenir sa longue chevelure. Elle est vêtue d’une robe couleur or et d’un grand manteau rouge doublé d’hermine, avec une bordure bleue garnie de perles. Elle tient une palme de la main gauche, attribut des martyrs, et un Livre d'heures de la main droite.
Sainte Mâtie est aussi représentée sur une verrière du transept, côté nord, première partie de la troisième fenêtre, qui est datée de 1505. Elle se trouve aux côtés de saint Loup de Troyes. Mâtie est richement vêtue de plusieurs vêtements de couleurs bleue, dorée et rouge. Sa longue ceinture, de couleur verte, flotte dans le vent (de l’Esprit). Elle porte un bonnet blanc, surmonté d’un nimbe rouge, avec une bordure perlée d’or. D’une main, elle tient un bouquet de roses, et de l’autre un livre qui est sans doute l’Évangile.
Mâtie figure encore sur la grande rose occidentale de 1546-1547, œuvre du maître-verrier Jehan Soudain, parfois nommée « La Cour céleste ». Mâtie regarde vers le centre de la rosace (architecture) où est figurée la Sainte Trinité (christianisme), sous forme de trois Personnes égales et vêtues de rouge. Mâtie présente, dans la main gauche, un bouquet de roses : trois rouges (l’amour) et trois blanches (la pureté). L’absence de nimbe exprime la sainteté de tous les jours. Sainte Mâtie est placée à la droite de la Sainte Vierge enfant et de sainte Anne (mère de Marie). Toutes les trois regardent vers le Très-Haut, dans leur vision du paradis.
En outre, Mâtie est aussi représentée à la Basilique Saint-Urbain de Troyes sur une des verrières des grandes fenêtres, dans le registre consacré aux saintes, vierges et veuves : on voit, côte à côte, Mâtie, sainte Tanche, Syre (sainte) et sainte Jule. Mâtie, vêtue de couleurs vives (orange et rouge), porte un bonnet tenu sous le menton. Le travail a été commandé à Édouard Didron en 1900, mais c’est J. B Langlade qui l’a achevé, en 1903. 
On peut voir aussi Mâtie, en compagnie de sainte Savine et de sainte Maure représentées sur un vitrail (baie 21) à l’église de Sainte-Savine, commune limitrophe de Troyes.

## Les miracles par l’intercession de sainte Mâtie
En 1007, lors de l’épiscopat de Fromond Ier (998-1034), de nombreux miracles se produisent en invoquant sainte Mâtie. Ils concernent, par exemple, une femme au bras paralysé, un enfant atteint d’une grave infirmité, un enfant aveugle, une femme ne pouvant plus marcher… La guérison se produit toujours lorsque le malade ou des membres de sa famille se trouvent en prières, tout près de la châsse.
En 1606, Mgr René Breslay fait publier un livret qui recense les procès-verbaux des miracles opérés par sainte Mâtie de 1606 à 1613. Le contenu du livret, ainsi qu'un supplément pour l'année 1614, ont été publiés dans les Acta Sanctorum (Actes des saints), en indiquant les noms et coordonnées des personnes qui ont témoigné et en précisant leurs fonctions.
Il existe dans l’église Sainte-Mathie de Sens deux panneaux de bois sur lesquels sont inscrits quelques miracles obtenus par l’intercession de la sainte.

## Autres faits historiques
En 1410, l'évêque Étienne de Givry veut voir le corps de sainte Mâtie ; il laisse dans la châsse une trace de son passage.
En 1486, Nicolas Le Bé, dans son poème pour l'entrée de Charles VIII (roi de France) à Troyes, mentionne les reliques de sainte Mâtie.
Lors du grand incendie des 24-26 mai 1524 qui ravage une partie de la ville de Troyes, comme lors de l'incendie du 4 mai 1530, on porte vers les lieux des sinistres les châsses des saints, notamment celles de Mâtie.
En 1619, une confrérie de sainte Mâtie est fondée. Elle existe encore au XIXe siècle et rassemble les filles ayant choisi Mâtie pour patronne.
Le 21 mars 1630, Louis XIII arrive à Troyes avec la reine Anne d'Autriche (1601-1666), sa mère Marie de Médicis et tous les seigneurs de la cour. Le 20 avril, ils honorent les corps saints de la cathédrale et notamment « celuy de Saincte Mastie ». L’évêque René Breslay remet à Anne d’Autriche une portion du corps de sainte Mâtie.
Le 29 mai 1633, le doyen Claude Vestier bénit un nouvel autel dans la chapelle de sainte Mâtie.
L'inventaire de 1700 mentionne la châsse de sainte Mâtie. Elle se trouve toujours dans sa propre chapelle, auprès d’un Crucifix en bois, recouvert d'un plaquage d'argent, figurant le Christ Sauveur.

## Le vandalisme révolutionnaire
Les 9 et 10 janvier 1794, les objets de culte sont brisés ; les reliquaires et les châsses sont brûlés par l’orfèvre L. J. Rondot et ses complices. Le corps de sainte Mâtie est brûlé. Les actes de vandalisme sont décrits avec précision, le 17 mai 1795, par trois employés de l'église, témoins oculaires et impuissants du saccage.
Des parcelles des reliques de sainte Mâtie sont cependant sauvées par le sonneur de cloches Charpentier et le sacristain Lécorcher. Elles sont reconnues ultérieurement par l’évêque Étienne Antoine Boulogne, le 25 avril 1811. Mgr Jacques-Louis-David de Seguin des Hons y joint, le 4 septembre 1830, des parcelles d'ossement et du suaire de Sainte Mâtie, données par Edmond Massey, un ancien chartreux.

## Lachâsseactuelle
Sainte Mâtie est restée à peu de chose près au même emplacement dans la cathédrale. La première chapelle des collatéraux du chœur était autrefois sous le vocable de sainte Mâtie. Elle est devenue Chapelle du Sauveur et, en dernier lieu, Chapelle du Sacré-Cœur, consacrée sous ce vocable en 1821. C’est presque à côté, dans la troisième chapelle nord du pourtour du chœur que se trouvent aujourd’hui la châsse de sainte Mâtie et de sainte Hélène, une statue du XIXe siècle représentant Mâtie (la statue d’origine ayant disparu) et la verrière dédiée à sa vie.
Le 7 mai 1837, les fidèles ont en effet offert une châsse en bois doré. La translation des reliques de Mâtie et d’Hélène d’Athyra a été opérée par Mgr de Seguin des Hons. La châsse est en forme de chapelle de style néo-gothique où sont présentés, sur des cartons recouverts de velours rouge, les sachets de reliques et des ossements des deux saintes. Pour Mâtie, on voit une parcelle de la tête (De capite S. Mastidiae) et un ossement (Ex ossibus S. Mastidiae).
Vers 1850, Mgr Pierre-Louis Cœur propose à l'association des Dames de charité de la paroisse Saint-Urbain de Troyes de faire de Mâtie leur protectrice.
Au XVIIe siècle, la ville de Sens honorait déjà la vierge troyenne. La ville possède en effet une Église Sainte-Mathie de Sens, également appelée église Saint-Didier ou Maison-des-Champs, où se trouve une statue de Mâtie dans une niche étoilée.

## Patronage
Sainte Mâtie est la patronne des aides-boulangères et des jeunes filles du diocèse de Troyes.

## Iconographie
On la représente donnant une miche de pain à des pauvres. Elle porte parfois la palme du martyre. Elle tient un bâton fourchu. Plus tardivement, elle est représentée avec son tablier rempli de roses.

## Fête
Dans le diocèse de Troyes, sainte Mâtie est fêtée le 7 mai, en compagnie des vierges Hélène d’Athyra, Éxupérance, Syre et Évronie.